# Giovanni Franco
Giovanni Franco eller Ivan VI Frankopan, egentligen Ivan Anz, kallad Johan Vale ('den välske'), var en fogde i Erik av Pommerns tjänst, som på 1420-talet innehade Stegeborg. Han var son till den kroatiske vicekungen Nikola Frankopan. Han var en av de första med dokumenterad kroatisk härkomst i Sverige.
Erik träffade Franco i Venedig under sin pilgrimsresa till Jerusalem, och städslade honom som tolk. Han fick sedan följa med till Norden och blev fogde på Stegeborg.
1432 kom en venetiansk skeppsbesättning som lidit skeppsbrott utanför norska kusten till Stegeborg efter en resa över Jämtland, Dalarna och Västmanland. Det var adelsmannen Pietro Querini och det 10 andre sjömännen från Venedig som strandet på Røst i Lofoten. Han tog hand om dem och tog bland annat med dem till Vadstena för en kyrkofest. Han gav dem avskedsgåvor och inhyste dem på sina gårdar under deras färd till Lödöse.
Franco hade även Köpingshus som förläning, och här befann han sig under engelbrektsupproret, och drog sig undan innan Engelbrekt 1434 erövrade och brände borgen. Senare lämnade han även över Stegeholm.